# 联盟驻伊拉克临时管理当局
联盟驻伊拉克临时管理当局（缩写为CPA），又称重建和人道救援办公室 （Office for Reconstruction and Humanitarian Assistance）或联军临时管理当局（新华社译法），是指自2003年3月20日伊拉克战争爆发以来，在美英联军推翻伊拉克萨达姆政权之后，由美国政府成立暂时履行管理伊拉克国家事务、负责伊拉克重建和人道救援、重建伊拉克政府的临时机构。负责人由美国驻伊拉克最高文职行政长官、美国资深外交官保罗·布雷默兼任。该机构和伊拉克临时管理委员会至2004年6月28日向文人执政的伊拉克临时政府完全移交权力以后解散。
2003年4月9日，美军攻占巴格达，萨达姆政权被推翻。
2003年5月1日，美国总统小布什宣布伊拉克主要战事结束。
2003年5月6日，美总统布什任命美前外交官保罗·布雷默为“联盟驻伊拉克临时管理当局”最高行政长官，负责伊拉克重建事务。
2003年7月13日，由来自伊拉克政界、宗教界和各个部落人员组成的伊拉克临时管理委员会（“伊临管会”）成立，受“联盟驻伊拉克临时管理当局”监管。
2004年6月1日，由文官組成的伊拉克临时政府宣誓就职。2004年6月28日，“联盟驻伊拉克临时管理当局”向“伊拉克临时政府”移交权力。